# IC 2966
IC 2966 ist ein Emissionsnebel im Sternbild Musca. Das Objekt wurde im Jahre 1826 von James Dunlop entdeckt.